# Гай Каристаний Фронтон
Гай Каристаний Фронтон (лат. Gaius Caristanius Fronto) — римский политический деятель середины I века.
Фронтон, вероятно, принадлежал к четвёртому поколению семьи, которая поселились при Октавиане Августе в недавно созданной колонии в Антиохии Писидийской. Он был первым представителем своего рода, который вошёл в сословие всадников, а затем при Веспасиане в сенат. Таким образом, Фронтон был «новым человеком». В 74/75 или 75/76 году он был легатом в провинции Понт и Вифиния. В 76—79 годах Гай командовал IX Испанским легионом, который дислоцировался в Британии. В первые годы правления Домициана (81/82—83/84 годы) Фронтон находился на посту наместника провинции Ликия и Памфилия, где он получил многочисленные награды. В 90 году он достиг должности консула-суффекта.
Его женой была Кальпурния Павла, дочь Кальпурния Лонгона. Его сыновьями были сенаторы Гай Каристаний Фронтон и Гай Каристаний Паулин, о которых ничего неизвестно.